# Lew Welch
Lew Welch (16. srpna 1926 – pravděpodobně květen 1971) byl americký básník, patřící do hnutí Beat generation. Tvořil a publikoval v šedesátých letech dvacátého století. Určitý čas vyučoval na Kalifornské univerzitě v San Francisku poezii.

## Životopis
Narodil se ve Phoenixu v Arizoně, ale v roce 1929 se přestěhoval s matkou a sestrou do Kalifornie. Jeho otec Lewis Barrett Welch starší se rozvedl s jeho matkou Dorothy Brownfield Welch, která se stěhovala se třemi dětmi po kalifornských městech. Dědeček z matčiny strany byl elitní chirurg ve Phoenixu. Lew byl nejmladší ze tří dětí. V roce 1944 narukoval do armády, ale do aktivní služby se nedostal. Než nastoupil na Stockton Junior College jako stipendista, určitý čas pracoval. Na college projevil zájem o dílo Gertrudy Steinové.
Roku 1948 se odstěhoval do Portlandu v Oregonu a studoval na Reed College, rovněž na stipendium. Zde byl ubytován spolu s Garym Snyderem a Philipem Whalenem. Tehdy se také rozhodl stát se spisovatelem – stalo se také poté, co přečetl dlouhou povídku od Gertrudy Steinové Melanctha. O Steinové napsal práci a publikoval své básně ve studentském časopise. William Carlos Williams se setkal během jedné návštěvy se třemi studenty (básníky) a projevil uznání Welchových prací.
Po ukončení studia v roce 1950 se přestěhoval do New Yorku, kde začal působit v reklamní branži. Následovalo však emocionální zhroucení, které si léčil na Floridě. Welch pokračoval ve studiu angličtiny a filozofie na Chicagské univerzitě, kde studium v roce 1951 opět přerušil. Odešel do San Francisca, kde se začlenil do literární společnosti během San Francisco Renaissance. Zúčastnil se také pověstného čtení poezie v Six Gallery, které zapříčinilo aféru v tisku a mělo dozvuky před soudnou porotou. Živil se zde jako taxikář. V tomto období podle něj Jack Kerouac vytvořil postavu Dava Waina ve svém románu Big Sur.
V šedesátých letech začal propadat do deprese. V roce 1965 mu však vyšky tři knihy. V roce 1960 ho Donald Allen zařadil do významné antologie The New American Poetry. V letech 1965 do 1971 vyučoval poezii na Kalifornské univerzitě v Berkeley. V roce 1968 podepsal protest spisovatelů a vydavatelů proti válce ve Vietnamu, který značil odmítnutí placení daní a odvodů z honorářů.

## Rodinný život
Žil s polskou emigrantkou Magdou Creggovou, jejíž syna si adoptoval. Hugh Anthony Cregg později přijal jako další vlastní jméno Lewis, na jeho počest. Pod pseudonymem Huey Lewis se z něho stal známý hudebník.
Dne 23. května 1971 se uchýlil do srubu, v sousedství kterého měl pozemek Gary Snyder. Přinesl si tam s sebou revolver značky Smith&Wesson, ráže 22. Welch nechal rozlučkový dopis a zmizel v horách Kalifornie. Jeho tělo se nikdy nenašlo.